# かしまし 〜ガール・ミーツ・ガール〜
『かしまし 〜ガール・ミーツ・ガール〜』（英: Kashimashi Girl meets Girl）は、『月刊コミック電撃大王』（メディアワークス発行）にて2004年から2007年にかけて連載された、あかほりさとる原作、桂遊生丸作画による漫画作品。突然男（少年）から女（少女）になってしまった主人公と、そんな主人公を取り巻く2人の少女との三角関係を描く恋愛ストーリーである。
当初よりメディアミックスを前提としており、2006年1月11日（テレビ東京系）よりテレビアニメ化され、同年1月10日に駒尾真子著作の小説版が電撃文庫から出版され、3月30日にはPlayStation 2用ゲームソフトもマーベラスインタラクティブより発売された。

## 制作
キャラクター原案は犬上すくね、制服デザインはコスパ。キャッチコピーは「女の子になっても僕は彼女が好きです」。外見で言うと百合であるが、主人公の気持ちはあくまで男である。タイトルの「かしまし」は、「女三人寄れば姦しい（かしましい）」よりきている。「ガール・ミーツ・ガール」は、「お決まりの」「典型的な」を意味する英語の慣用句「ボーイ・ミーツ・ガール」のもじりである。主人公が男から女になる設定はあかほりのアイディアによる。
あかほりは、他のジェンダー作品で絶対にやらないことを本作でやることにしたといい、それは「（元の性別に）戻らないし、戻ろうともしない」点と、「最初にばらす」の二点であったと述べている。本作は、女装もののブームがまさに起こりつつあった時期に、性転換ものとして世に出た。この点について、あかほりは当時の電撃では女装ものは難しく、性転換が限界であったと述べている。

## あらすじ
主人公である大佛はずむは、幼馴染である来栖とまりの励ましで片想いの相手である神泉やす菜に勇気を振り絞って告白したものの、その告白は拒絶されてしまう。近所の鹿縞山に1人で登り、傷心を癒そうとしていたはずむだったが、巨大な宇宙船の墜落に巻き込まれてしまう。
宇宙船に乗っていた宇宙人は、地球人に対して自分のミスを詫び、はずむを治療したことを告げる。しかし同時に、その治療の過程ではずむが女になってしまったことも告げる。そして、この変化はもはや修正不可能だという。
女として学校に通うことになったはずむだが、一度は告白を断ったはずのやす菜ははずむに対して積極的にアプローチをかけてくるようになる。そしてとまりも、そんな2人の様子を見ていて弟分だと思っていたはずむに対して自分が抱いていた本当の気持ちに気づく。
こうして3人の少女たちの奇妙な三角関係が始まった。

## 各メディアの相違点
サイドストーリー的な役割を持つゲームとドラマCDを除けば、本作はコミック、アニメ、小説と、3つのメディアにわたって展開されている。基本的な設定は共通しているものの、内容は全くの別物であり、それぞれ結末も異なる。
コミック版
少年誌掲載作品であるが、少女マンガ的な技法が多く取り込まれている。中盤以降はコミカルな描写が減り、シリアスなストーリー展開を見せる。
アニメ版
基本的にコミック版に基づいているが、三角関係を強調して描いているため、3人の描写を多めに追加している。性転換の葛藤はほぼ無きに等しく、さらに11話以降は完全オリジナルストーリーとなっている。また、時代設定は2006年ではあるが、作中携帯電話が一切登場しない。原作で携帯を使っているシーンは固定及び公衆電話、携帯ストラップはフィギュアへと変更されている。
小説版
上記2作に比べ性転換の葛藤をしっかりと描写しており、3人の視点から見た、主人公の女性化による本人及び周囲の心境変化を主軸に据えている。あかほり曰く「どっぷり浸かる人向けの作品」であるため、コミカルなシーンは皆無であり、はずむの父徹、明日太や並子先生といったギャグ担当キャラの出番は少ない。

## 主要登場人物
主要キャラの姓は、大佛・神（泉）・クルス（=十字架）・マリア（及び摩利支天）・ゾロアスター、さらにゲーム版の八部、観音と、宗教に関連するネーミングとなっている。名前は、はずむ（弾む）、とまり（止まり）、やす菜（休む）、あゆき（歩む）、ジャン・プゥ（ジャンプ）など、動詞のもじりである。
大佛はずむ（おさらぎ はずむ）
声 - 植田佳奈
本編の主人公。鹿縞市立鹿縞高校の2年生（コミック版では途中で18歳になっているため、3年生説もあり）。誕生日は2学期初日（東京都内の公立校であるため、9月1日）。植物をこよなく愛する、ガーデニング部所属の内気で心優しい少年だったが、初恋の相手やす菜に告白してふられた後、傷心を抱きながら思い出の山、鹿縞山に登ったところで、宇宙人の乗る宇宙船の故障による事故に巻き込まれ大けがを負う。惑星間生命保護法の規定により治療が行われた結果、命はとりとめたが組織再生時にDNAの情報も含めて性別が逆転されてしまう（性転換）。性別が転換したことにより、やす菜との関係が進展し、とまりが加わり奇妙な三角関係がはじまる。どちらのことも本気で好きなため、優しい性格も相まって一方をないがしろにすることができず、それが傍目には優柔不断と映って、結果2人と自分自身を苦しませている。
「男女差別はよくない」という両親の教育方針で育てられた為（実際は娘が欲しかったという思いを、女物の服を着る事を望んでいない息子に女装させると言う形で押し付けていた両親の身勝手なわがままである）、ジェンダーに対して、あまりこだわりを持っていない。なお、幼少時にたびたび女装させられていたために、女物の衣服を着ることにもさほど羞恥心や拒否感を覚えることは無かった。しかし、あくまでも女性になりたかったわけではなく、内心では自分のアイデンティティが男性であるのか女性であるのかという葛藤を抱えている。性転換してからはFtM（トランス男性）に近い状態になり、体は女性に変わっても、あくまで彼の心の性別は男性のままであり、男性として異性である女性を恋愛対象にしている。
アニメ版4話と小説版の設定によると、服のサイズは9号、バスト85cm (C70)、ヒップも85cm。ただし、これは初期においての設定であり、まだ成長途上であることを匂わせる描写も見られる。プロポーションは元々園芸少年だった頃の筋肉が転換されたものと説明付けられている。小説版の設定では男性時と女性時の身長は変わっていないが、コミックとアニメではやす菜や明日太と比べると女性時の身長が若干低くなっていることが分かる。顔も元々女顔であるため、設定上変わっていないことになっているが、男性時の頃は常に前髪で目が隠れた状態になっている。
原作では、完全に女言葉にまではならないものの、話が進むにつれて微妙に口調が女性らしく変化してゆくが（ただし、一人称は「僕」。とまりの妄想で一度だけ「あたし」といったことがある）、アニメでは終始男性口調のままであった。
好きな食べ物はポテトサラダに入っているにんじん、嫌いなものは炭酸飲料と紅しょうが。
暗闇やお化けなどの恐いものが苦手なはずだが、作中ではよく夜中に河原や山の中など、寂しげな所に一人で出歩いているシーンが存在する。
運動は基本的に苦手。水泳も苦手でほぼカナヅチであり、プールで溺れかけ、ジャン・プウに助けられた事もある。唯一バッティングだけは得意。
来栖とまり（くるす とまり）
声 - 田村ゆかり
はずむのクラスメイトで幼馴染でもある、陸上部に所属するツインテールの活動的な少女。はずむより半年早く生まれている。女子からは王子様的な意味で憧れとなっており、後輩からラブレターともファンレターとも取れるような手紙をもらったこともある。はずむとは昔から、お互い姉弟のように思っていて何かと面倒をみてきたが、やす菜と急接近する様子を見て自分がはずむのことを好きだったことに気づく。
一人っ子が多い主要人物の中で、とまりにのみ弟の存在が確認されている。大概台詞のみの登場で顔は出ないのだが、コミック版29話で赤ちゃんの頃の姿が出ており、アニメ版13話のEDにも、それらしい人物が登場する。はずむは小さい頃、本物の弟である彼にやきもちを焼いていたため、はずむとの仲はあまり良くない。
小柄な体格だが、一貫もあるチャーハンを平らげることができるほどの頑丈な胃袋を持つ。しかしピーマンは苦手。
カラオケの十八番はロックだが、デュエットのムード歌謡も歌える模様。
男勝りな性格で、言葉遣いも男のようだが、これははずむとの関係上、王子様の役割になってしまったためであり、根っからのがさつというわけではない。女になったはずむに女性としての立ち居振る舞いを教えたり、あゆきの前では女らしい一面を見せることもあるほか、ゲームでも女の子らしい柔らかな言葉遣いが目立つ。
コミック版終盤や、OVA（アニメ版の実質的最終回）においては、完全なメインヒロイン的な扱いを受けており、彼女の乙女チックな一面が見られる。
神泉やす菜（かみいずみ やすな）
声 - 堀江由衣
はずむのクラスメイト。吹奏楽部所属で、担当はフルート。成績優秀で物静かな、「女の子」を絵に描いたような美少女。女子からは憧れの対象となっているようだが、同時に近寄りがたい雰囲気も併せ持っているため、友達は少ない。幼少期に突然「男性」を認識できなくなり、父親をも含む周囲の男性はすべて、おぼろげにその輪郭だけをとらえることができるのみである。そのため周りとのコミュニケーションに障害があり、自身でもそのことについて悩んできた（ちなみにこの症状は相貌失認という脳障害と同じもので、コミック版では神経細胞の欠損によるものと説明されている）。そして高校で、初めて認識できる男性、はずむに出会う。コミック・小説版においてこの病気は、彼女が女性になったはずむを好きになるきっかけ程度の設定に過ぎなかったが、アニメ版においては物語の重要な鍵を握っている。
当初の原案では気の強いお嬢様であったため、原作の初期においてもその名残から、少々性格がキツ目に描写されていた。そのためアニメでは彼女の描写を大幅に増やし、イメージを柔らかく作り変えている。
アニメ版では「フェルマータ」という名のアフガン・ハウンドを飼っている。彼女が幼い頃、この犬が花瓶を割った事件がきっかけとなり病気を患ったが、コミック版・小説版には一切登場していない。
叔父もまた、有名な音楽家。現在はニューヨークに暮らしており、やす菜も一時、向こうの音楽学院への入学を希望していた時期がある。
芸術的才能は音楽だけに留まらず、絵も得意。ただし男性を描くことはできない。唯一認識できる男性だったはずむも、顔まで描くことはできなかった。
料理も本人は得意と自負しているが、他人と味覚がズレているせいか大抵激辛の味付けとなってしまう。また、他人と比べると少々感覚がズレているようで、天然ボケ気味。ドラマCDではかなりの天然さを見せる。
はずむと同様、運動は苦手。
摩利あゆき（まり あゆき）
声 - 浅野真澄
とまりの友人。眼鏡をかけたクールな少女。はずむ達を優しく見守っている。蝶が好きで、アニメ版では生物部、コミック版では（人体）実験部に所属している。恋愛を舞台に例えたりとロマンチックな台詞が多い。
彼女に好意を寄せる男子も存在し、コミック版では女子からも人気があるようだが「舞台には上がらない」という独自の恋愛観から、その想いを受け入れることはない。しかし明日太に対しては、からかっているのか本気なのかは不明だが、時折気があるような素振りを見せることもある。
時として非常に怪しい言動が見られる。コミック版では、麻袋に入れた重そうな「何か」を持ち歩いたり、疲労の限界に達していたやす菜に「何か」を渡して、わずかひとコマで元気一杯にしてみせたりしている。5巻の巻末おまけコミックは彼女が主役である。
カラオケの十八番は演歌。
曽呂明日太（そろ あすた）
声 - 小野大輔
はずむが男だった頃からの親友だが、突然美少女になったはずむに対して友情以上のものを抱くようになってしまい、悶々とする日々を送る。基本的には「ヘタレ」だが、時折暴走する（そしてとまりやあゆきに阻止される）ことも。
アニメのオープニング映像では山岳部らしき格好をしているが、本編で部活シーンの描写は無い。
当初の原案では想定されていなかったキャラであり、女性になったはずむに対して戸惑いを感じる役割として追加された。彼がはずむに友情以上のものを抱きつつも、四角関係にまで発展しないのはそのためである。
宇宙仁（そら ひとし）
声 - 藤原啓治
地球人の「恋愛感情」を研究するためにやってきた宇宙人。はずむを女にしてしまった張本人である。はずむの高校へ生物教師として潜入し、はずむの観察を続けている。外見は二枚目なのだが地球の事をあまり知らないため突拍子もない行動を取ることが多い。アニメ版では研究内容と、はずむの性別を転換させてしまった原因が原作とは違うものになっている。月並子から求愛されているのは認識しているが、観察価値なしと判断し無視している。
名前は「宇宙人」からで、本名は不明である。
家にいる際や光学迷彩中など、正体を隠す必要の無い時は、黄色い全身タイツのような服装をしている。
はずむの部屋の押入れに居候しているのはドラえもんのパロディ。コミック版では腹部にポケットまで付いていて、そこから様々な道具を取り出している（中には「ちっちゃい光線、英語で言うとスモールラ……」などもある。また、「たまに手入れをしておかないとピンチの時に役に立たないものばかり出してしまう」と言って、はずむから「……映画版」と突っ込みを入れられている）ほか、どら焼きらしきものを食べている場面が何度か出てくる。道具は彼の星で懐古趣味が流行しているため、地球人には古めかしく見えるデザインが多い。
地球人よりもかなり長命であるらしく、コミック版では「懲役100年の流刑」に処せられている。
趣味は観光地のペナント収集。
ジャン・プウ
声 - 新谷良子
コミック版・アニメ版では、宇宙船の頭脳と直結した生体端末。小説版では、宇宙仁の乗ってきた宇宙船そのもの。光学迷彩と空中浮揚、瞬間移動が行える。はずむをモデルにして作られたので姿がそっくりで（ただし、顔の造作は同じだが髪形の違いなどで印象はかなり異なる）、それ故に周囲には、はずむの親戚ということで通っている。はずむのことは「オネニーサマ（お姉さま+お兄さまの合成語）」と呼んで慕う（ライターの来栖美憂は、この言葉は川原由美子『前略・ミルクハウス』（1983年）の菊川涼音がそう呼ばれていたことが元ネタであると見ている。同じあかほり作品の『MAZE☆爆熱時空』でも使われていた）。口癖(?)は「ぷぅ」。
生体端末というだけあって、モニターに接続すると見てきたものを映し出すことができる、ビデオカメラのような機能も持っている。宇宙仁はこれを使って、自分の目が届かない所の観察を行っている。
「作り物」でありながら極めて感情豊かであり、特に「恋愛感情」に関しては、「マスター」である宇宙仁よりもよく理解している様子。
月並子（つき なみこ）
声 - 水谷優子
はずむたちのクラスの担任教師。担当教科は英語。彼氏いない歴生まれてこのかた35年。教職に全てを捧げるとして恋愛は諦めていたが、宇宙仁に一目ぼれ。以後、事あるごとに積極的なアプローチをかけているが、全く相手にされていない。学生時代は密かにモテていたらしいのだが、本人は一切気付かないままモテ期が終了してしまった過去を持つ。
モデルは同じあかほり作品である『六門天外モンコレナイト』に登場した極稀並子先生。
このキャラは水谷優子に声を演じてもらうためだけに作られたキャラクターである。
誕生日はクリスマス。誕生日の設定があるのは、主人公であるはずむと、彼女のみである。
一度は宇宙仁に振られたのか曖昧な別れをしたが、13話で再び出会いこれから付き合うんじゃないかというような節を見せる。
大佛徹（おさらぎ とおる）
声 - 保村真
はずむの父。職業は雑誌のカメラマン。お小遣いは1日525円。息子が娘になったことに狂喜し、はずむの色っぽい写真を撮ったり一緒に風呂に入ろうとしたりし、その度に妻に阻止される。しかし夫婦仲そのものは良好のようで、現在でも1つのベッドに2人寄り添って眠っている。
出身は熊野地方の湯ノ山村（名前は三重県の湯の山温泉からか）。
モデルは原作者であるあかほりさとる自身（公式ファンブックのインタビューなど）。
大佛かほる（おさらぎ かほる）
声 - 永島由子
はずむの母。優しい感じの京都弁をしゃべる専業主婦。神社の夏祭りがきっかけで夫と結ばれ、現在に至る。はずむが小さいころはなぜか標準語だった。女の子を育てるのが夢だったのだが、はずむ以外の子宝には恵まれなかったため、夫と同様に娘が出来たことを歓迎している。しかし、夫のはずむに対する行為はプロレス技を駆使して阻止する。

## 登場スポット
物語の舞台である鹿縞市（架空）は東京都であり、茨城県鹿嶋市や、佐賀県鹿島市がモデルではない。
〈注〉ふりがなもしくは音声によって読み方が確定しているもののみ、読みを付けている。
鹿縞市立鹿縞高校
はずむたちの通う共学制の普通高校。クラス分けはA組、B組といったアルファベット式。男子の制服は上が紺のブレザーで下が灰色のズボン。女子の制服は夏服は赤色系のジャンパースカートで、冬服はそのジャンパースカートの上に赤色系のボレロを着る。制服の胸には、夕日に映える鹿縞山をイメージした校章が付いている。主な学校行事は、1学期に鹿縞山で行われる写生大会、10月の体育祭、11月の文化祭などがある。作中に登場する部活動は、以下の5種。
ガーデニング部
はずむが所属。活動場所は主に、学校の屋上・校庭に設けられた花壇や、鹿縞山など。元々園芸部であったため、花や観葉植物だけではなく、野菜や果物も作る。部員は女子が多く、はずむが女性になってから、男子部員は部長一人のみになってしまった。ただしアニメでは、はずむ以外の部員は登場しない。
陸上部
とまりが所属。夏休みには「奥鹿縞」という山奥で合宿が行われる。部員はコミックでは同学年、アニメでは後輩がよく登場する。
吹奏楽部
やす菜が所属。12月24日にはクリスマスコンサートが開催され、地元の新聞社も取材に訪れる。部員はコミックの場合女子が数名出てくるのみだが、アニメではやす菜に好意を持っている男子「柳本先輩」、やす菜の病気を奥手な性格と勘違いし、柳本先輩との仲を取り持とうとする女子「亀山夏子」といった、名前の付いている人物が登場する。
生物部（コミックでは人体実験部）
あゆきが所属。コミックとアニメでは部の名称だけでなく、部室の設定も異なる（コミックではプレハブで「実験部」という表札の上部に手書きで「人体」と書き込まれている。アニメでは理科室）。蝶の飼育と、解剖を行っていることを匂わせる描写がある以外、活動内容は謎に包まれている。
サッカー部
所属している主要人物はいないが、作中にグラウンドからサッカーボールが飛んできたり、転がってきたサッカーボールを蹴ったりするシーンが存在する。

鹿縞山（かしまやま）
鹿縞市にある、自然溢れるハイキングスポットになっている山。花や山菜の宝庫で、はずむがよく散策に訪れる。東側中腹には展望台のように張り出した崖があり、そこから市街を一望することができる。
鹿縞神社（かしまじんじゃ）
鹿縞山の麓にある神社。夏になると祭りが開催され、伏せたお椀2つのうち、片方にお菓子入りのお手玉が入っており、それを引き当てると願い事が叶うと言われている神事が行われる。
鹿縞本町駅
鹿縞市の繁華街にある駅。駅前にはデパート、ファーストフード店、カラオケ店やゲームセンターなどがあり、はずむたちが放課後や休日になると遊びに訪れる。
奥鹿縞駅（おくかしまえき）
鹿縞高校陸上部の合宿所から最寄にある駅。小規模だが無人ではなく、駅員が管理を行っている。夜になるとホタルが飛び交い、幻想的な風景を醸し出す。
MINISTEP
アニメ版のみに登場する、はずむたちがよく立ち寄るコンビニ。店の名称とイートインコーナーがあることから、モデルはミニストップ。
シーサイドパーク
鹿縞市近郊にある水族館。コミックでは遊園地との複合施設になっている。主な見所は、マグロも回遊する巨大水槽、巨大イカとマッコウクジラの着ぐるみ対決ショー、海ホタルのいるトンネル状水槽、観覧車など。小脇に抱えられるほど大きい、巨大ジンベイザメクッキーが名物。

## 原作
『月刊コミック電撃大王』に2004年7月号から2007年5月号まで連載されたほか、特別編が『電撃帝王』VOL.6からVOL.11にかけて掲載された。単行本は電撃コミックスより、全5巻。
1. 2005年2月15日 初版発行、ISBN 4-8402-2955-4
2. 2005年10月15日 初版発行、ISBN 4-8402-3185-0
3. 2006年3月15日 初版発行、ISBN 4-8402-3366-7
4. 2006年11月15日 初版発行、ISBN 4-8402-3629-1
5. 2007年6月15日 初版発行、ISBN 978-4-8402-3904-2

## テレビアニメ
2006年にテレビ東京系列6局とAT-Xで放送された。アニメの第1話にはオープニングなどもなく、意図的にエンディングまでBGMを一切使用せずに制作したと明かされている。全13話だが、第13話は2006年10月27日に発売されたDVD第7巻のみに収録されている。テレビシリーズの最終回で主人公が「あのね…」と言ったところでTV放送を終わらせ、その後の展開をOVA（DVD最終巻収録の未放送第13話）に続けることで、DVDの販売へと繋げる手法が取られた。この手法はネット上で「あのね商法」と呼称され、現代用語の基礎知識2008に収録された。TV放送最終回の時点でヒロイン3名の三角関係については決着がついているが、未放送分の時点でヒロイン3名の関係が大きく変化するため、未完であるかどうかは論争のあるところである。
DVD版では全ての話に主演声優によるオーディオコメンタリーがつけられているが、物語にこだわることなく女性声優の姦しい話が続く。この作品の1話が堀江由衣の初コメンタリー。全話を通して植田佳奈、堀江由衣、田村ゆかりが出演。第7・8話に浅野真澄、第9・10話に新谷良子がゲストとして加わっている。

### スタッフ
- 監督 - 中西伸彰
- シリーズ構成 - 花田十輝
- キャラクターデザイン・総作画監督 - 岩佐とも子
- 美術監督 - 廣瀬義憲
- 色彩設定 - 松浦頼子
- 撮影監督 - 塩見和欣
- 編集 - 森田清次
- 音響監督 - 明田川仁
- 音楽 - 磯江俊道、細井聡司、藤間仁
- アニメーションプロデューサー - 光延青児
- プロデューサー - 梅澤淳、轟豊太、里見哲朗
- アニメーション制作 - スタジオ雲雀
- 製作 - かしまし製作委員会

### 主題歌
オープニングテーマ
「恋するココロ」（第2話 - 第11話・第13話。第1話はエンディングテーマ）
作詞 - riya / 作曲・編曲 - 菊地創 / 歌 - eufonius
エンディングテーマ
「みちしるべ」（第2話 - 第11話・第13話）
作詞・作曲 - ゆうまお / 編曲 - 大久保薫
歌 - （下記参照）
ゆうまお（第2話 - 第7話・第13話：第5話は2番（1番のカラオケ部分をBGMとして使用。間奏の後、2番からエンディングに突入）、第6話はピアノ弾き語りVer）
浅野真澄（第8話：伴奏は原曲のもの）
植田佳奈（第9話：伴奏は原曲のもの）
堀江由衣（第10話：伴奏はアコースティックギターがメインのオリジナル）
田村ゆかり（第11話：シンセパーカッションを生かしたオリジナル伴奏）
- 第8話 - 第11話は、歌詞の内容がそれぞれの声を演じるキャラクターの心情を歌ったものに変更されている。
- 通常版の歌詞にはちょっとした言葉遊びがあり、かしまし（かなしみ、しあわせ、まだ、しんじて）が折句で隠されていたり、歌詞にメインキャラ3人の名前が出てきたりする。

「キミのためにできること」（第12話。第13話はインストルメンタルを挿入歌として使用）
作詞・作曲 - ゆうまお / 編曲 - 大久保薫 / 歌 - ゆうまお
挿入歌
「花笑みとかすみ草」（第7話）
作詞 - ゆうまお / 作曲 - 金井江右 / 編曲 - 黒須克彦 / 歌 - 植田佳奈
「コンパス 〜笑顔の行方〜」（第9話）
作詞・作曲 - ゆうまお / 編曲 - 大久保薫 / 歌 - 植田佳奈、堀江由衣、田村ゆかり
「半分」（第12話）
作詞・作曲 - ゆうまお / 編曲 - 大久保薫 / 歌 - 田村ゆかり

### 各話リスト
| 話数 | サブタイトル                   | 脚本           | 絵コンテ   | 演出         | 作画監督                                       |
| ---- | ------------------------------ | -------------- | ---------- | ------------ | ---------------------------------------------- |
| 1    | 少年はその日変わった           | 花田十輝       | 中西伸彰   | 中西伸彰     | 岩佐とも子                                     |
| 2    | 彼女は彼女であることを自覚した | 花田十輝       | 岡本英樹   | 横山広行     | 松本好弘                                       |
| 3    | はずむの心、やす菜の心         | 花田十輝       | 小島多美子 | 吉田俊司     | 内原茂                                         |
| 4    | 少女三角形                     | 花田十輝       | 小島多美子 | 松浦錠平     | 加納綾、水口桂                                 |
| 5    | やす菜の目に映るもの           | 花田十輝       | 所俊克     | 横山広行     | 林旲列                                         |
| 6    | お嫁さんとお婿さん             | 花田十輝       | 福島一三   | 黒田やすひろ | 内原茂                                         |
| 7    | みんなで海へ                   | あおしまたかし | 福島利規   | 福島利規     | 尾崎正幸                                       |
| 8    | 見ているだけが……               | 花田十輝       | 横山広行   | 横山広行     | 松本好弘、宮下雄次                             |
| 9    | この願いはかないますか?        | あおしまたかし | 松浦錠平   | 松浦錠平     | 内原茂、平塚知哉 三浦厚也                      |
| 10   | 小さな嵐                       | 花田十輝       | 青木新一郎 | 吉田俊司     | 大城勝                                         |
| 11   | やす菜の瞳から消えたもの       | 花田十輝       | 横山広行   | 横山広行     | 松本好弘、大城勝 粟井重紀、重国勇二 藤原未来夫 |
| 12   | やがて恋がはじまる             | 花田十輝       | 中西伸彰   | 中西伸彰     | 岩佐とも子                                     |
| 13   | 少女は少女に恋をした           | 花田十輝       | 中西伸彰   | 中西伸彰     | 岩佐とも子                                     |

### 放送局
| 放送地域       | 放送局         | 放送期間                | 放送日時                     | 放送系列       | 備考             |
| -------------- | -------------- | ----------------------- | ---------------------------- | -------------- | ---------------- |
| 関東広域圏     | テレビ東京     | 2006年1月12日 - 3月30日 | 木曜 1:30 - 2:00（水曜深夜） | テレビ東京系列 |                  |
| 大阪府         | テレビ大阪     | 2006年1月12日 - 3月30日 | 木曜 2:05 - 2:35（水曜深夜） | テレビ東京系列 |                  |
| 愛知県         | テレビ愛知     | 2006年1月13日 - 3月31日 | 金曜 2:28 - 2:58（木曜深夜） | テレビ東京系列 |                  |
| 日本全域       | AT-X           | 2006年1月13日 - 3月31日 | 金曜 10:30 - 11:00           | CS放送         | リピート放送あり |
| 北海道         | テレビ北海道   | 2006年1月18日 - 4月5日  | 水曜 2:00 - 2:30（火曜深夜） | テレビ東京系列 |                  |
| 福岡県         | TVQ九州放送    | 2006年1月18日 - 4月5日  | 水曜 2:23 - 2:53（火曜深夜） | テレビ東京系列 |                  |
| 岡山県・香川県 | テレビせとうち | 2006年1月19日 - 4月6日  | 木曜 1:28 - 1:58（水曜深夜） | テレビ東京系列 |                  |

| テレビ東京 木曜 1:30 - 2:00（水曜深夜）         | テレビ東京 木曜 1:30 - 2:00（水曜深夜）                         | テレビ東京 木曜 1:30 - 2:00（水曜深夜） |
| 前番組                                          | 番組名                                                          | 次番組                                  |
| ----------------------------------------------- | --------------------------------------------------------------- | --------------------------------------- |
| ARIA The ANIMATION （2005年10月6日 - 12月29日） | かしまし 〜ガール・ミーツ・ガール〜 （2006年1月12日 - 3月30日） | .hack//Roots （2006年4月6日 - 9月28日） |

## ラジオ
- 佳奈・由衣・ゆかりのかしましらじお（2005年9月 - 2006年10月、BEAT☆Net Radio!）
  - パーソナリティは、植田佳奈、堀江由衣、田村ゆかり。
- 真澄・良子のかしましらじおPC（2005年12月 - 2006年4月、バンダイビジュアルPodcast）
  - パーソナリティは、浅野真澄と新谷良子。

## 書籍
- かしまし 〜ガール・ミーツ・ガール〜（電撃文庫） 2006年1月25日 初版発行、ISBN 4-8402-3268-7
  - 著 - 駒尾真子、原案 - あかほりさとる、挿絵 - 桂遊生丸
- かしまし公式ファンブック 2006年4月15日 初版発行、ISBN 4-8402-3409-4

## ゲーム
PlayStation 2用の恋愛アドベンチャーゲーム『かしまし 〜ガール・ミーツ・ガール〜 「初めての夏物語。」』が2006年3月30日にマーベラスインタラクティブから発売された。
ゲーム内容は優柔不断で他人を傷つけることが嫌いなはずむの性格を表現する「かしまシステム」が実装されており、通常の恋愛アドベンチャーゲームでは目当てのキャラクターだけと親密になるようにすれば個別のエンディングとなるが、本作の場合は他のキャラクターを傷つけるようなことをしてしまうとはずむの「テンション」が下がり、目当てのキャラクターと仲良くしていても「親密度」の上がり幅が小さくなってしまう。
目当てのキャラとのエンディングを迎えるためには、他のキャラクターと仲良くなりすぎない程度にしてテンションを保ちつつ、目当てのキャラクターとの親密度を上げる必要がある。

### ストーリー
宇宙人の宇宙船との事故ではずむが男から女になってしまってから初めての夏休み。はずむたちは担任教師である月並子の提案で、熊野の湯ノ山村へ1週間の旅行することになった。その村は、はずむの祖父母が住み、男の子だったころのはずむがひと夏を過ごした思い出の地でもあった……。

### 登場人物
原作の登場人物については、#主要登場人物を参照のこと。
大佛はずむ
声 - 植田佳奈
来栖とまり
声 - 田村ゆかり
神泉やす菜
声 - 堀江由衣
摩利あゆき
声 - 浅野真澄
曽呂明日太
声 - 小野大輔
宇宙仁
声 - 藤原啓治
ジャン・プウ
声 - 新谷良子
月並子
声 - 水谷優子
大佛徹
声 - 保村真
大佛かほる
声 - 永島由子
八部はねる（はちべ はねる）
声 - 高橋美佳子
湯ノ山村に住むはずむと同い年の幼馴染。とても元気で野生児のような女の子。ここ何年かは会ったことはなかったが、はずむが女になったことはニュースで知っている。
観音特子（みね とくこ）
声 - 山口由里子
一行が泊まる湯ノ山村の旅館「みね」の女将。並子の大学時代からの親友で、未亡人になったことを自慢げに語る変なところがある。
観音かけ乃（みね かけの）
声 - 松来未祐
特子の一人娘ではずむたちとは同学年。引っ込み思案で、いつも蝉の抜け殻を大切そうに持っている。
大佛鉄太郎（おさらぎ てつたろう）
声 - 岡崎雅紘
はずむの祖父。がっしりした体格をしている。はずむが植物好きになったきっかけを作った人物でもある。
大佛友子（おさらぎ ともこ）
声 - 松倉佐智子
はずむの祖母。はずむの父、徹に似た顔の、割烹着姿をした優しいおばあさん。両親や祖父同様、孫が女の子になったことを歓迎している。

## ドラマCD
- TVアニメ「かしまし 〜ガール・ミーツ・ガール〜」オリジナルCDドラマ
  - 2006年5月10日に発売。作品の時系列的には、アニメ版12話と13話の中間に位置する。INDEX12の「九月某日 やす菜。」を除くと別の脚本家が担当しているため、アニメとは一風変わったギャグシナリオが多いのが特徴。

### スタッフ（ドラマCD）
- 脚本 - 子安秀明（INDEX2 - 10）、花田十輝（INDEX12）
- プロデューサー - 伊藤善之
- 音響監督 - 明田川仁
- 音響効果 - 今野康之
- 録音調整 - 安斎歩
- 録音スタジオ - プロセンスタジオ
- 音響製作担当 - 濱野高年
- 音響製作 - マジックカプセル
- ジャケットイラスト - 岩佐とも子
- ジャケットデザイン - デザインデプト東京9332
- ジャケットコーディネーション - 川崎孝二（ランティス）
- A&R - 櫻井優香（ランティス）
- チーフプロモーター - 松村起代子（ランティス）
- スペシャルサンクス - メディアワークス、バンダイビジュアル、スタジオ雲雀、バーナムスタジオ
- 製作・発売元 - ランティス
- 販売元 - キングレコード

### INDEX
1. オープニング
2. なぜなにレンアイ聞いてみよう！・1
3. ヒ・ミ・ツの花園
4. ジャン・プウ、真昼の決闘ですぅ
5. なぜなにレンアイ聞いてみよう！・2
6. 恐怖！ あゆきの実験室
7. はずむメイクアップ！
8. なぜなにレンアイ聞いてみよう！・3
9. カマしまし
10. 並子、心の授業
11. エンディング みちしるべ（弾き語りショートサイズ）
12. 九月某日・やす菜。